# Tribulus terrestris
Il tribolo (Tribulus terrestris L., 1753) è una pianta appartenente alla famiglia Zygophyllaceae. Di portamento basso o strisciante, produce semi acuminati e pungenti. Viene usata nella fitoterapia per la cura di alcune patologie legate alla sfera sessuale. Inoltre diventò discretamente nota poiché nel Novecento venne usata per migliorare le prestazioni sportive di alcuni atleti.

## Descrizione
Presente in Europa, Africa e Asia, predilige luoghi aridi e sassosi. Si può trovare lungo i marciapiedi della città.
Strisciante o poco alta, produce piccoli fiori gialli che diventano frutti spinosi. La fioritura avviene in tarda estate.

## Uso fitoterapico
Il tribolo contiene protodioscina, una saponina steroidea che costituisce circa il 45% dell'estratto ottenuto dalle parti aeree della pianta. La sostanza è in grado di incrementare la produzione endogena di testosterone, diidrotestosterone, ormone luteinizzante (LH), deidroepiandrosterone (DHEA) e deidroepiandrosterone solfato (DHEA-S).
Gli esami farmacologici eseguiti sul tribolo non hanno rilevato controindicazioni particolari tanto che in Italia, la vendita di T. terrestris non è soggetta ad alcun tipo di restrizione.

## Dannosità
La forma delle sue spine, simili ad un tetraedro, ricorda il tribolo usato anche dagli antichi romani. Le spine si conficcano nei piedi nudi, nelle zampe degli animali, negli pneumatici delle biciclette e di altri mezzi di trasporto leggeri. Le spine non sono velenose, ma sono considerate un grave inconveniente nelle zone abitate dall'uomo. T. terrestris è spesso ritenuto una pianta infestante.
In alcune città, nel periodo di fruttificazione, tra luglio e ottobre, il numero di bucature di biciclette fa notizia sui giornali , tanto da spingere alcune amministrazioni ad offrire compensi ai cittadini che si impegnano nella estirpazione.
Il taglio con il rasaerba tradizionale rimuove soltanto le parti aeree più alte, mentre l'utilizzo del tagliaerba a filo promuove la diffusione delle spine, e quindi l'espansione della zona infestata. Le azioni più efficaci si ottengono con l'estirpazione dalla radice, o con l'utilizzo di diserbanti chimici.

## Altre informazioni
Nella provincia di Ferrara viene comunemente chiamata "cagatreppola"; a Monticelli (FE) viene organizzata una Sagra in suo onore.
In Romagna viene comunemente chiamata "pizzaculo" o "pinzaculo" (Cesenatico), letteralmente "pizzica fondoschiena".
In dialetto mantovano è detto trigòlin, forse per la vaga somiglianza con il trigòl (trapa natans), molto comune nei laghi di Mantova.

## Galleria d'immagini

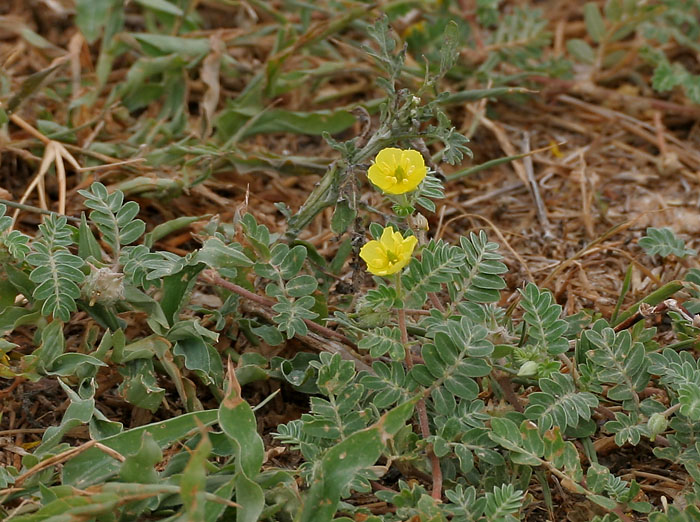
Esemplare fotografato in Hyderabad, India.
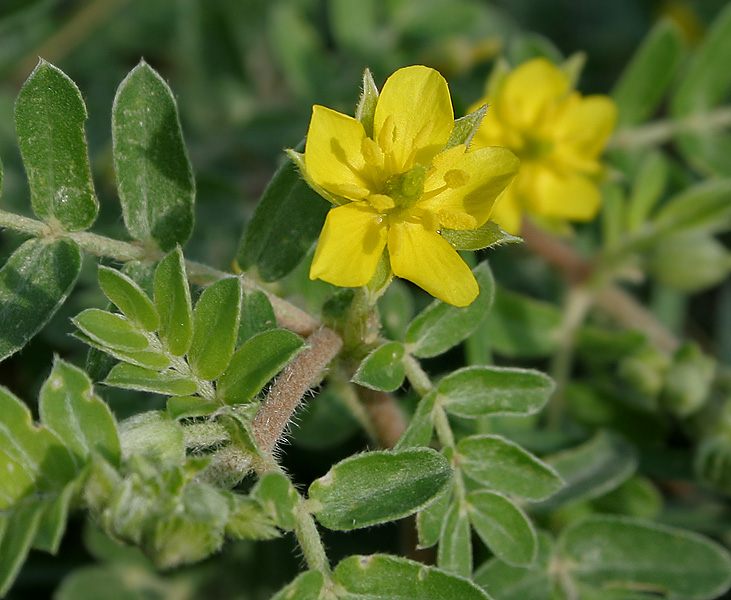
Esemplare fotografato in Hyderabad India.
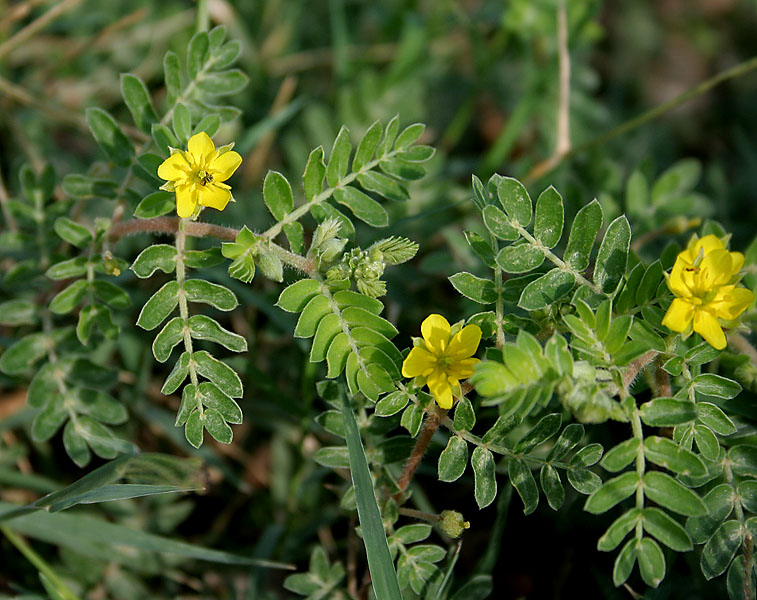
Esemplare fotografato in Hyderabad, India.
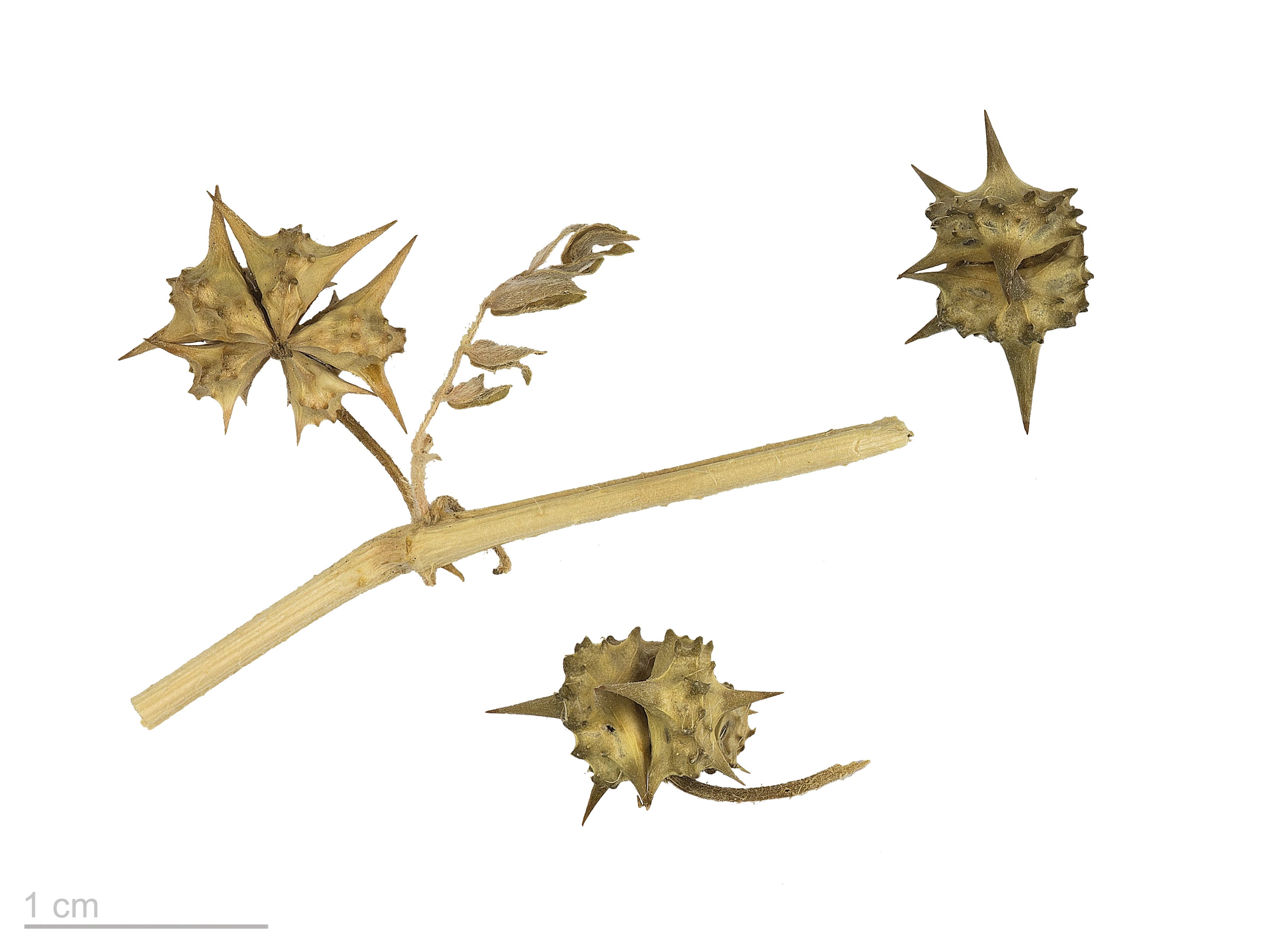
Tribulus terrestris - Semi "acuminati".